# Nikolai Michailowitsch Albow

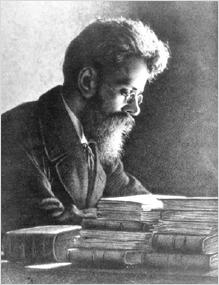
Nikolai Michailowitsch Albow

Nikolai Michailowitsch Albow, auch Nikolai Michailovich Albov auch Alboff, (russisch Николай Михайлович Альбов; * 3. Oktoberjul. / 15. Oktober 1866greg. in Paralowo, Russisches Kaiserreich; † 24. Novemberjul. / 6. Dezember 1897greg. in La Plata, Argentinien) war ein russischer Botaniker. Sein offizielles botanisches Autorenkürzel lautet „Albov“.
Albow botanisierte zeitweise in Argentinien. Der russische Botaniker Boris Konstantinowitsch Schischkin (1886–1963) benannte die Pflanzengattung Albovia aus der Familie der Doldenblütler (Apiaceae) zu seinen Ehren. Die Gattung wird heute allerdings nicht mehr anerkannt; ihre Vertreter sind jetzt anderen Gattungen wie Pimpinella und Scaligeria zugeordnet. Nach ihm ist der Albowfelsen in der Antarktis benannt.

## Werke
- Prodromus florae colchicae. 1895.
- Essai de flore raisonnée de la Terre de Feu. 1902.